# Вулиця Глибока (Львів)
Ву́лиця Глибо́ка — вулиця у Франківському районі міста Львова, в місцевості Новий Світ. Сполучає вулиці Бандери та Київську, утворюючи перехрестя з вулицею Новий Світ. Прилучається вулиця Японська.

## Назва
- Канонерґассе або Канонерська — до 1871 року, назва вулиці через близьке розташування до артилерійських складів.
- Ґлибока — від 1871 року, найімовірніше, через те, що перетинала яр у місці, де розташовувалися рибні ставки фільварку монастиря Домініканок.
- Пінінського — від 1935 року, на честь польського вченого, громадського та політичного діяча, намісника Галичини, ректора Львівського університету Леона Пінінського.
- Йоркґассе — на часі нацистської окупації, від 1943 року.
- Глибока — від липня 1944 року, повернена історична назва.
- Чекістів — від 1968 року.
- Глибока — від липня 1990 року, повернена історична назва[7].

## Забудова
В архітектурному ансамблі вулиці Глибокої переважають архітектурні стилі — класицизм, сецесія, конструктивізм. Декілька будинків внесено до Реєстру пам'яток архітектури місцевого значення.
№ 1 — у 1939—1941 роках тут мешкав заступник Голови Генерального Секретаріату Української Головної Визвольної Ради, член ОУН і член Проводу ОУН, керівник Головного осередку пропаганди Проводу ОУН Петро Федун-Полтава.
№ 3 — склепіння сходової клітки будинку декоровано розписом, на якому зображено жіночі постаті, що танцюють в саду. Двері квартир оздоблено дерев'яними барельєфами із зображеннями Орфея. До 1939 року приміщення першого поверху займало поштове відділення № 13.
№ 4 — триповерхова кам'яниця збудована у 1908 році на замовлення власниці цієї ділянки Гелени Рисяк за проєктом архітектора Владислава Гертманна, затвердженим у вересні 1907 року. Фасад декоровано ліпним рослинним сецесійним декором. Ковані балконні балюстради своїм плетінням доповнюють сецесійне оздоблення будинку. Вітражі в під'їзді виконані з використанням квіткових мотивів. 1909 року Гелена Рисяк продала будинок Елеонорі Гердлічек з Маєвських. Будинок внесений до Реєстру пам'яток архітектури місцевого значення під охоронним № 1077-м. Нині в будинку міститься стоматологічна клініка «Пародент».
№ 5 — одноповерховий нежитловий будинок, на першому поверсі якого міститься офіс ГО «Об'єднання садівників-любителів та городників Львівщини», а у напівпідвальних приміщеннях — пункт приймання вторсировини.
№ 6 — кам'яниця збудована у 1908 році за проектом архітектора Владислава Гертманна на замовлення власниці цієї ділянки Ґелени Рисяк. Фасад декоровано ліпним рослинним сецесійним декором. Ковані балконні балюстради своїм плетінням доповнюють сецесійне оздоблення будинку. Вітражі в під'їзді виконані з використанням квіткових мотивів. Нині на першому поверсі міститься салон краси «BlissStudio».
№ 7 — у 1893—1896 роках в цьому будинку мешкав Іван Франко. Саме його адреса стала офіційною адресою журналу «Житіє і слово». Нині будинку не існує, його розібрали.
№ 8 — будинок збудований у 1910 році за проєктом архітектора Августа Богохвальського для Юзефа Кьоніґа. Фасади оздоблено ліпним сецесійним декором зі стилізованими квітами та маскаронами. В будинку вікна сходової клітки заповнені вітражними панно з намальованими та витравленими малюнками. У 1916—1939 роках будинок перебував у власності родини Кьоніґів. До 1940 року в будинку мешкали інженер-будівничий, член правління синагоги «Темпль», директор страхового товариства «Порт» Самуель Раухберґер та віцедиректор львівської торгово-промислової палати Філіп Фахтель. В цьому ж будинку до 1944 року мешкала родина Левів, з якої походить відома американська співачка українського походження Квітка Цісик. 22 січня 2010 року відбулося урочисте відкриття меморіальної таблиці Квітці Цісик, встановленої на фасаді цього будинку. Будинок внесений до Реєстру пам'яток архітектури місцевого значення під охоронним № 1078-м.
№ 10 — будинок збудований у 1910 році за проєктом архітектора Августа Богохвальського для Анни Швігер. Фасади оздоблено ліпним сецесійним декором зі стилізованими квітами та маскаронами. На стелі сходової клітки збережено живописний плафон, вікна заповнювали вітражні панно з намальованими та витравленими на склі малюнками з флористичними мотивами (нині не збережені). До 1942 року тут мешкав художник і архітектор, директор Промислової школи Зигмунт Гарлянд.
№ 11 — будинок зведений у 1938—1939 роках для працівників товариства «Карпатія» за проєктом архітектора Олександра Пежанського у стилі функціоналізму.
№ 12 — власний прибутковий будинок архітектора Якова Рисяка та його дружини Ґелени, споруджений у 1910 році за власним проєктом архітектора. Особливістю споруди є високі аттики, оздоблені барельєфами молодих жінок, що танцюють зі стрічками та гірляндами з квітів На сходовій клітці будинку у 1908—1910 роках був встановлений класичний вітраж, виготовлений за проектом архітектора Якова Рисяка, на жаль, до наших днів вітраж не зберігся. Будинок є пам'яткою архітектури місцевого значення під охоронним № 1079-м. За Польщі в будинку містилася перукарня Залевського, що працювала тут до 1950-х років. Від 1944 року тут у квартирі № 6 містився кореспондентський пункт газети «Правда Украины». Нині тут міститься офіс львівського міського благодійного фонду «Сестри Даліли».
№ 13 — прибутковий житловий будинок, споруджений наприкінці 1930-х років за проєктом архітектора Олександра Пежанського у стилі функціоналізму. У 1991—2007 роках тут мешкав ректор Львівської політехніки Юрій Рудавський. 17 жовтня 2012 року в пам'ять про це встановлено меморіальну таблицю. Скульптор Ярослав Скакун, архітектор Богдан Черкес.
№ 14 — кам'яниця збудована у 1909 році за проєктом архітектора Мар'яна Осінського для працівників львівської залізниці в неоготичному стилі. Будинок внесений до Реєстру пам'яток архітектури місцевого значення під охоронним № 373-м.
№ 16 — житловий будинок на розі вулиць Глибокої та Японської, споруджений у 1909-1910 роках за спільним проєктом архітекторів Генрика Сальвера та Ігнатія Віняжа у стилі пізньої орнаментальної сецесії. Фасади прикрашає рослинна ліпнина та гротескні чоловічі, жіночі і тваринні маскарони. На аттиках будинку збереглися стилізовані зображення дати «1910» та монограми «J.S.» власника — Юзефа Сассовера. У 1920 році кам'яниця належала лікареві Давиду Ерліху, 1935 року — Станіславу Дворницькому, до вересня 1939 року інженеру Броніславу Раппапорту. Тут до 1942 року мешкав професор IX львівської гімназії, директор єврейської гімназії, математик Арнольд Фрайліх. На першому поверсі нині міститься ресторан «Фраєрка». Будинок внесений до Реєстру пам'яток архітектури місцевого значення під охоронним № 1080-м. 
№ 19 — триповерховий будинок на розі вулиць Глибокої та Новий Світ. До 1939 року тут містилося ательє дамських капелюхів Цукерман.
№ 21 — триповерхова прибуткова кам'яниця споруджена у 1900-х роках, декоративне оздоблення якої (рельєфи, майолікові плитки та решітки) має характерні ознаки стилю сецесії. За Польщі тут містилося асфальтове підприємство Ковальського. Будинок внесений до Реєстру пам'яток архітектури місцевого значення під охоронним № 1407-м.

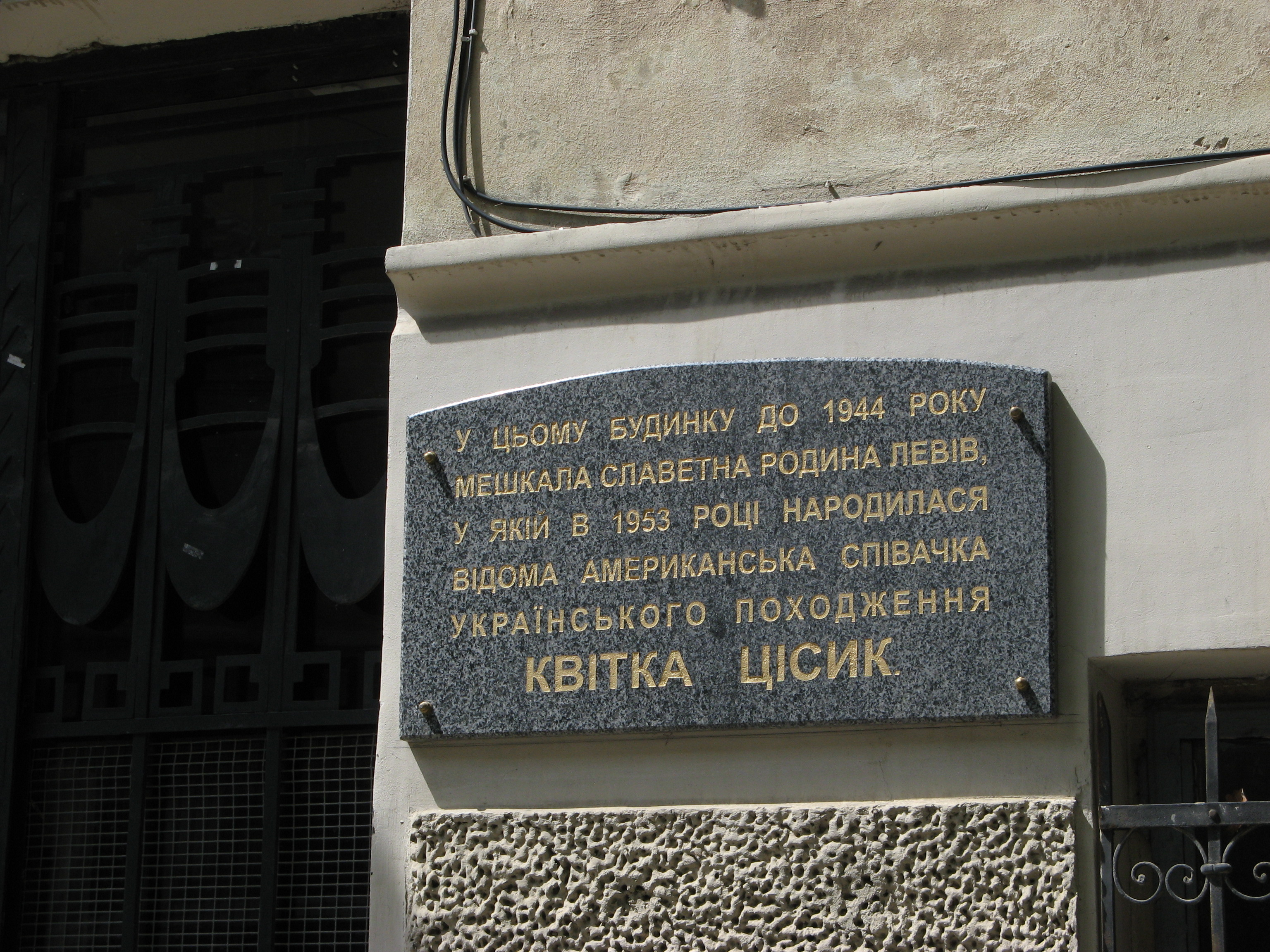
Меморіальна таблиця Квітці Цісик (вул. Глибока, 8)
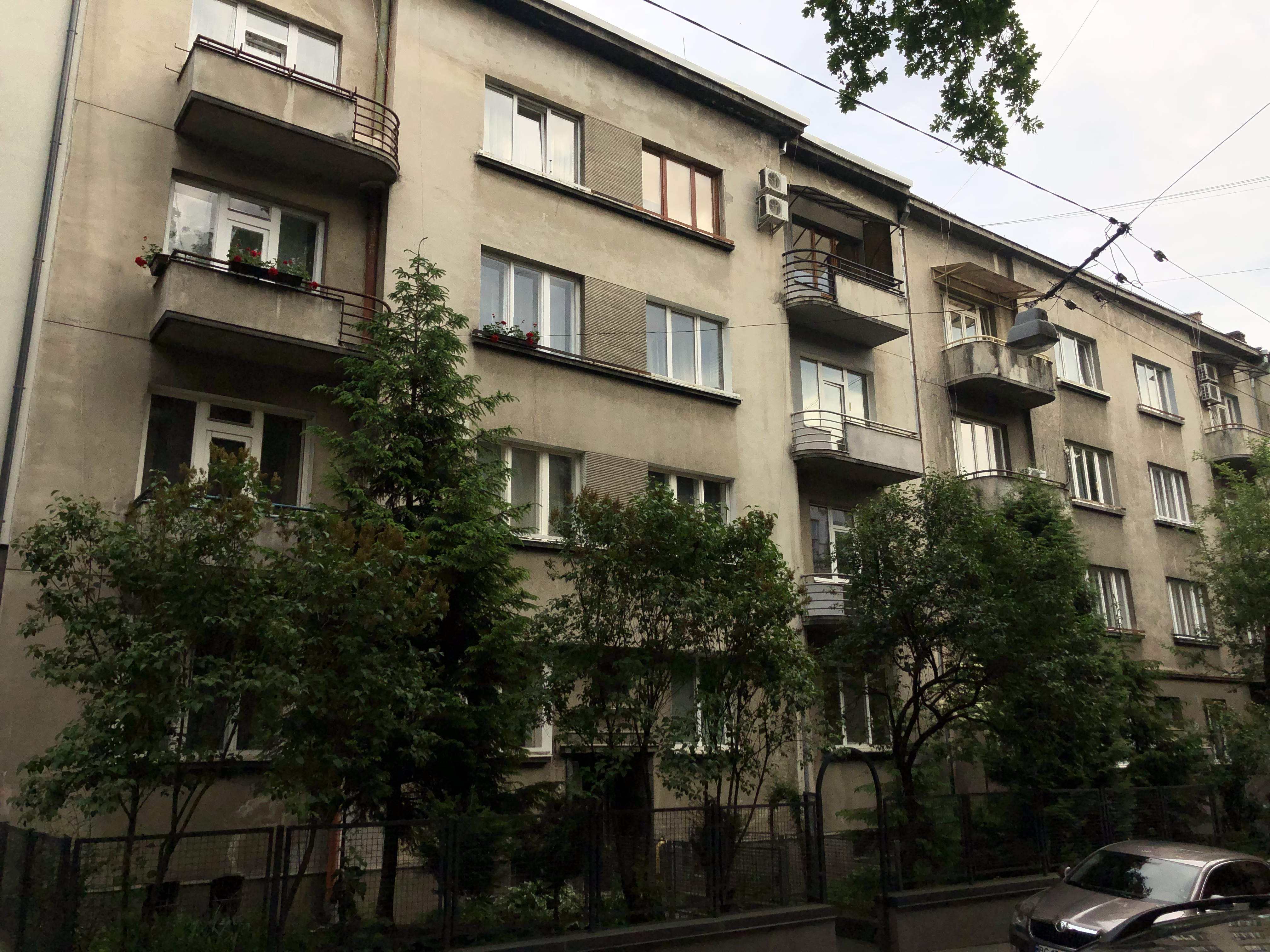
Колишній будинок товариства «Карпатія» (вул. Глибока, 11)